# Международный день ненасилия
Междунаро́дный день ненаси́лия (на других официальных языках ООН: англ. International Day of Non-Violence, араб. اليوم الدولي للاعنف, ‎исп. Día Internacional de la No Violencia, кит. 国际非暴力日, фр. Journée internationale de la non-violence
) — праздник, установленный Генеральной Ассамблеей ООН 27 июня 2007 года (резолюция ООН № A/RES/61/271). 
Международный день ненасилия отмечается, начиная с 2007 года, ежегодно 2 октября в день рождения Махатмы Ганди.
Цель этого международного дня, как сказано в резолюции Генеральной Ассамблеи, — желание утвердить культуру мира, терпимости, понимания и ненасилия. Резолюция призывает оповестить всех людей об этой дате, чтобы они её отмечали и праздновали.